# Bromuniola
Bromuniola  Stapf& C.E.Hubb. é um género botânico pertencente à família Poaceae, subfamília Centothecoideae, tribo Centotheceae.
O gênero é constituido por uma única espécie. Ocorre na África.

## Espécie
- Bromuniola gossweileri Stapf & C.E.Hubbard